# 詹氏鈍頭鰩
詹氏鈍頭鰩（學名：Amblyraja jenseni）為軟骨魚綱鰩目鈍頭鰩科吞鰩屬的一種，分布於西大西洋加拿大新斯科細亞省至美國新英格蘭南部；東大西洋冰島；北大西洋拉布拉多海和不列顛群島海域，深度165至3000公尺，本魚體上部棕色至灰棕色，上面散佈著深色斑點，除腹鰭葉和尾部顏色較深外，身體腹部呈白色和棕色混合斑塊狀，這些白色斑塊位於鼻子、上腹部、鼻孔、嘴鰓裂和肛門上，腹部光滑，背部密佈多刺的鱗片，每個肩部有兩到三對獨特的肩胛刺，通常排列成三角形，背部有一排24-29個刺，尾部兩側有一排較小的側刺，體長可達74.3公分，棲息在深海海域，為底棲性魚類，屬肉食性，以甲殼類、多毛類及硬骨魚為食，卵生，卵囊為長方形並有堅硬角狀突起，幼魚可能傾向於跟隨較大的個體，生活習性不明。